# سیارک ۳۳۱۰
سیارک ۳۳۱۰ (به انگلیسی: 3310 Patsy، نامگذاری:1931TS2) سه هزار و سیصد و دهمین سیارک کشف شده‌است که در ۹ اکتبر ۱۹۳۱ کشف شد.
قدر مطلق سیارک برابر ۱۰٫۸۰ است.